# Relation véridique de ma naissance, de mon éducation et de ma vie
Relation véridique de ma naissance, de mon éducation et de ma vie (anglais : A True Relation of my Birth, Breeding, and Life) est un livre autobiographique de Margaret Cavendish, publié en 1656. Une traduction française paraît en 2014 par Constance Lacroix.

## Contenu
Margaret Cavendish mentionne dans la Relation ses parents, ses trois frères et quatre sœurs, leur caractère et leurs actions politiques. Elle décrit l'éducation qu'elle a reçue et sa vision de l'éloquence. Elle justifie son activité d'écrivain et explique sa façon de créer.
L'ouvrage est l'une des premières et rares autobiographies séculières et introspectives au XVIIe siècle en Angleterre, selon Constance Lacroix, spécialiste de Margaret Cavendish.

## Édition
- Margaret Cavendish (trad. de l'anglais par Constance Lacroix, préf. Line Cottegnies), Relation véridique de ma naissance, de mon éducation et de ma vie [« A True Relation of my Birth, Breeding, and Life »], Paris, Éditions rue d'Ulm, coll. « Versions françaises », 2014 (1re éd. 1656), 140 p. (ISBN 978-2-7288-0513-6).